# Mart Mäger
Mart Mäger (Pseudonym Vesipapp oder Väino Vesipapp, * 25. Februar 1935 in Tartu; † 21. März 1993 in Tallinn) war ein estnischer Sprachwissenschaftler, Literaturwissenschaftler, Kritiker und Dichter.

## Leben
Mäger machte 1953 in Elva sein Abitur und studierte von 1953 bis 1958 an der Universität Tartu Finnougristik. Nachdem er ein Jahr als Lehrer gearbeitet hatte, war er ab 1959 Aspirant am Institut für Sprache und Literatur (estn. Keele ja Kirjanduse Instituut) der Estnischen Akademie der Wissenschaften, dem Vorläufer des heutigen Instituts für Estnische Sprache und des Under und Tuglas Literaturzentrums in Tallinn. 1963 erlangte er den Titel „Kandidat der Philologie“ (entspricht dem deutschen Doktortitel) mit einer Arbeit über estnische Vogelnamen. Danach war er bis 1975 bei verschiedenen Abteilungen des Instituts tätig: Zunächst in der Dialektsektion (1962–1969), anschließend kurzzeitig in der literaturgeschichtlichen (1969–1971) und schließlich in der literaturtheoretischen Sektion (1971–1975).
Von 1975 bis 1987 war Mäger Dozent am Estnischlehrstuhl der Pädagogischen Hochschule Tallinn, unterbrochen durch eine dreijährige Tätigkeit als Estnischlektor an der Universität Oulu. 1987 wurde er Redakteur bei der estnischen Literaturzeitschrift Looming, ab 1989 lehrte er wiederum, diesmal am Eesti Humanitaarinstituut, das mittlerweile in der Universität Tallinn aufgegangen ist. 1993 wurde er, kurz vor seinem Tode, noch zum Professor ernannt.
Mart Mäger war seit 1977 Mitglied des Estnischen Schriftstellerverbandes und seit 1982 korrespondierendes Mitglied der Finnischen Literaturgesellschaft.

## Werk
Mäger begann als Sprachwissenschaftler und hat mit seiner Arbeit über die estnischen Vogelnamen ein Standardwerk vorgelegt. Außerdem beteiligte er sich an der Wörterbucharbeit und verfasste ein zweisprachiges (Estnisch–Finnisch) Wörterbuch zur Terminologie der Literaturwissenschaft.
Als Literaturwissenschaftler hat er sich in der Hauptsache mit der estnischen Lyrik beschäftigt. Dabei behandelte er einzelne Dichter, setzte sich aber auch mit theoretischen Fragen auseinander. Eine prominente Rolle spielte er in der Debatte über die estnische Verslehre, die nach dem Erscheinen von Jaak Põldmäes Monografie zum Thema (1978) entstanden war.
Seine Dichtung ist weitgehend von der Küstenlandschaft inspirierte Naturlyrik. Ferner wirkte Mäger auch als Übersetzer aus dem Finnischen (bspw. Paavo Rintala).

## Bibliografie (Auswahl)

### Gedichtbände
- Aastaringist ('Vom Jahreskreis'). Tallinn: Eesti Raamat 1975. 143 S.
- Animalia ('Animalia'). Tallinn: Eesti Raamat 1978. 94 S.
- Kuningamaa ('Königsland'). Tallinn: Eesti Raamat 1986. 61 S.

### Monografien
- Eesti linnunimetused ('Estnische Vogelnamen'). Tallinn: Eesti NSV Teaduste Akadeemia Keele ja Kirjanduse Instituut 1967. 267 S.
- Kirjandustermineid eesti ja soome keeles ('Literaturbegriffe auf Estnisch und Finnisch'). Tallinn: Eesti Rahvusraamatukogu 1992. 63 S.
- Linnud rahva keeles ja meeles ('Vögel Volkssprache und -glauben'). Tallinn: Eesti Raamat 1969. 270 S.

### Artikel
- Kaasautori kiituseks, in: Looming 7/1964, S. 1099–1111.
- Riimi üldküsimusi, in: Looming 1/1971, S. 123–132.
- Hando Runnel meie luules, in: Kirjanduse jaosmaa '76. Tallinn: Eesti Raamat 1978, S. 214–217.
- Jaan Krossi inimesekujutuse mõnest joonest, in: Kirjanduse jaosmaa '77. Tallinn: Eesti Raamat 1979, S. 107–112.
- Arutlus eesti värsiõpetuse üle, in: Looming 7/1981, S. 1003–1023.
- Värsiõpetuse õppetunnid, in: Looming 2/1984, S. 249–266.
- Sada aastat Tuulemaa sünnist (Friedrich Kuhlbars – Gustav Suits), in: Keel ja Kirjandus 5/1984, S. 263–275.
- Luule ja maailm ühes luuletuses, in: Keel ja Kirjandus 4/1985, S. 201–208 (über Jaan Kaplinski).
- Villem Grünthal-Ridala uuendusmehena, in: Looming 5/1985, S. 687–697.
- Põhjavalguslik Visnapuu, in: Vikerkaar 1/1990, S. 50–53.
- Kodused kõned, in: Looming 10/1991, S. 1403–1407 (über Debora Vaarandi).
- Murrangujoon. Gustav Suitsu "Maikellukeste" taust ja struktuur, in: Keel ja Kirjandus 10/1992, S. 603–609.
- Kristjan Jaagu isamaalisus, in: Looming 2/1993, S. 238–251.